# Åkerreservering
Åkerreservering, åkerpaketering, infördes i Finland genom en särskild lag 1969 i syfte att minska den odlade åkerarealen och därmed motverka uppkomsten av en överproduktion inom lantbruket. 
Odlare kunde enligt denna lag med staten ingå ett åkerreserveringsavtal, vari han förband sig att inte bruka sin jord under avtalsperioden, som varade i nio år. På ansökan kunde tiden förlängas till maximalt 15 år. Inom sex år efter det att åkerreserveringsavtal ingåtts, kunde jordbrukaren anhålla om tillstånd att beskoga hela eller en del av arealen, varvid avtalets giltighetstid för den beskogade delen förlängdes till 15 år från den första avtalsperiodens början. De sista avtalen slöts 1974. 
Åren 1969–1974 träffades sammanlagt 36 000 avtal om åkerreservering gällande inalles 240 000 hektar, eller drygt 9% av Finlands totala åkerareal. Samma syfte som åkerpaketeringen tjänade trädespremierna; de utbetalades från 1977 inom ramen för lagstiftningen om produktionsändringsavtal (lagar av 1977 och 1983) till de jordbrukare som lade en viss del av sina åkrar i träda. 
Åkerreservering innebar en viktig milstolpe, eftersom man dittills uppmuntrat nyodlingsverksamhet. På det psykologiska planet fick åtgärden ett negativt mottagande särskilt bland småbrukarna i norra och östra Finland. Deras politiska missnöje kanaliserades bland annat genom Finlands landsbygdsparti, som upplevde ett kraftigt uppsving i början av 1970-talet. Av tillskyndarna betraktades åkerreservering inte enbart som ett medel att råda bot på överproduktionen i en besvärlig marknadssituation, utan även som en på frivillighet baserad social lösning till förmån för den åldrande småbrukarbefolkning som hade brutit mark i obygderna under efterkrigsdecennierna.